# Winston Bogarde
Winston Bogarde (født 22. oktober 1970 i Rotterdam, Holland) er en hollandsk tidligere fodboldspiller, der spillede som forsvarsspiller hos adskillige europæiske klubber, samt for Hollands landshold. Af hans klubber kan blandt andet nævnes AFC Ajax i hjemlandet, spanske FC Barcelona samt Chelsea i England.

## Landshold
Bogarde spillede mellem 1995 og 2000 20 kampe for Hollands landshold. Han var en del af den hollandske trup til EM i 1996 og VM i 1998.